# Protarache fuscibasis
Protarache fuscibasis är en fjärilsart som beskrevs av M.Gaede 1916. Protarache fuscibasis ingår i släktet Protarache och familjen nattflyn. Inga underarter finns listade i Catalogue of Life.